# Dmitrij-székesegyház (Vlagyimir)

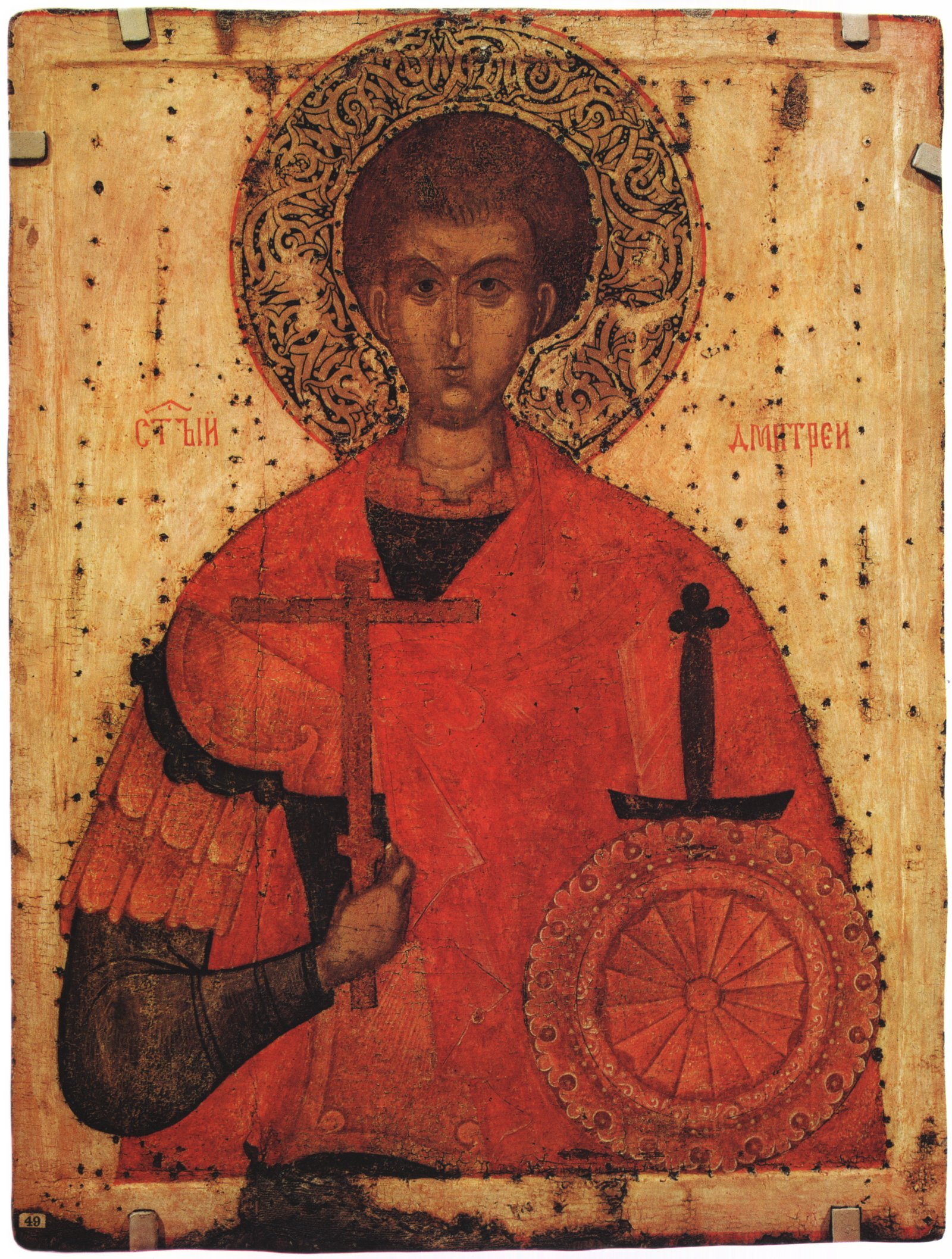
Thesszaloniki Szent Demeter vértanú, az ortodox egyház egyik legtiszteltebb szentje

A vlagyimiri Dmitrij-székesegyház (Дмитриевский собор; előfordul a Дмитровский változat is) az oroszországi Vlagyimir város egyik leghíresebb műemléke, a 12. század végi orosz egyházi építészet egyik kiemelkedő alkotása.

## Története
A Dmitrij-székesegyház III. Vszevolod vlagyimiri nagyfejedelem uralkodása idején (1194-1197) és megbízásából épült, thesszaloniki Szent Demeternek szentelték.
Az 1185. évi tűzvész után, mely szinte az egész (fából épült) várost elpusztította, a fejedelem egy kiemelkedő ponton építtette fel palotáját. A Dmitrij-székesegyház eredetileg a fejedelmi udvar része volt, udvari templomként is szolgált. Galérián és két sarki tornyon keresztül kapcsolódott a palotához. A palota régen elpusztult, a két lépcsőtornyot a 19. századi felújítás során elbontották, a templom azóta elszigetelten áll. 
A központi elrendezésű, egy kupolás, négy pilléres, három hajós épület a vlagyimir-szuzdali építészet egyik legszebb alkotása. Jóval kisebb és körülbelül fele akkora területű, mint az Istenanya elszenderedése székesegyház; nem annyira méltóságteljes, de könnyedebb, elegánsabb.
A fehér faragott kövekből emelt székesegyház elsősorban a külső falait borító domborműveiről híres. Az épület három oldalán párkányzat fut körbe, és a három oldalon több száz kis lapos dombormű díszíti, valósággal elborítja a falak sík felületeit, sőt még a kupoladobot és az oszlopvégződéseket is. A népi ihletésű, növényeket, sárkányokat, madár- és állatfigurákat, bibliai személyeket ábrázoló plasztikák között feltűnik az építtető fejedelem, III. Vszevolod alakja is. Ezek a kőfaragások egy átmeneti kor hangulatát idézik, amikor a végleg gyökeret vert kereszténység mellett még hatottak a pogány kor emlékei is. A domborműveknek csak egy töredéke eredeti, a többi faragvány részben vagy teljes egészében restaurátorok alkotása.

## A világörökség része
A székesegyház 1992 óta az UNESCO világörökség része, a Vlagyimir és Szuzdal fehér műemlékei elnevezésű helyszín részeként került fel a világörökségi listára. 
Napjainkban a Vlagyimir–Szuzdal Múzeum kezelésében áll, kizárólag múzeumként működik.